# Sebastián Boscán
Leonardo Zapata Bohórquez (Medellín, 4 de marzo de 1970-Ib., 28 de noviembre de 2021), más conocido como Sebastián Boscán, fue un actor colombiano.

## Carrera
Inició su carrera en la televisión en el año 2002 con la telenovela colombiana La venganza, donde interpretaba el papel de Marco Tulio Valerugo.
Participó en gran cantidad de series, entre las que destacan Pasión de gavilanes (2003), La mujer en el espejo (2004), Montecristo (2006-2007), Tiempo final (2007), Madre Luna (2007) y su papel más recordado fue en El estilista (2014) sobre un hombre secuestrado por la guerrilla colombiana.
Falleció en la ciudad de Medellín el 28 de noviembre de 2021 a causa de un cáncer de estómago.

## Filmografía

### Televisión
| Año       | Título                                  | Personaje | Canal              |
| --------- | --------------------------------------- | --- | ------------------ |
| 2021-2022 | La nieta elegida                        | Ruper Cepeda | RCN Televisión     |
| 2021      | El Cartel de los Sapos: el origen       | | Netflix            |
| 2020      | El general Naranjo                      | Coronel Bastidas | Fox Premium        |
| 2019      | Más allá del tiempo                     | Fernando González Ochoa (un episodio)                                                                               | Teleantioquia      |
| 2019      | El Barón                                | Padre Miguel | Telemundo          |
| 2018      | Loquito por ti                          | Nicolás Botero | Caracol Televisión |
| 2018      | La reina del flow                       | Alcides Cruz | Caracol Televisión |
| 2017      | Débora, la mujer que desnudó a Colombia | | Teleantioquia      |
| 2017      | La ley del corazón                      | Alejandro Santana                                                                                                   | RCN Televisión     |
| 2016      | Bloque de búsqueda                      | Alias "Pinocho" | RCN Televisión     |
| 2014      | El estilista                            | Gabriel Ávila | RCN Televisión     |
| 2013      | Tres Caínes                             | Alias "Espinaco" | RCN Televisión     |
| 2013      | Chica vampiro                           | Octavio | RCN Televisión     |
| 2012      | La ruta blanca                          | Fiscal | Cadenatres         |
| 2012      | Historias clasificadas                  | Fausto (Ep: La ocasión hace al ladrón) / Emilio Caballero Pombo (Ep: Juega conmigo) / Jorge (Ep: Como duele crecer) | RCN Televisión     |
| 2012      | Escobar, el patrón del mal              | Andrés Escallón | Caracol Televisión |
| 2011      | Fronteras                               | | Telefe             |
| 2011      | La Teacher De Inglés                    | Falso Jeque | Caracol Televisión |
| 2011      | La reina del sur                        | Tarik Al-Kalam | Telemundo          |
| 2010      | Los Victorinos                          | Francisco | Telemundo          |
| 2009      | Tiempo final                            | | Fox Channel        |
| 2008      | Sin senos no hay paraíso                | Doctor Turano | Telemundo          |
| 2008      | Doña Bárbara                            | Néstor Peracaza | Telemundo          |
| 2008      | Sin retorno                             | Alfredo | RCN Televisión     |
| 2007      | Decisiones                              | | Telemundo          |
| 2007      | Madre Luna                              | Erasmo Casilimas | Telemundo          |
| 2006      | Montecristo                             | Camilo | Telefe             |
| 2005      | La mujer en el espejo                   | Pedro Baraja | Telemundo          |
| 2003-2004 | Pasión de gavilanes                     | Leandro Santos | Telemundo          |
| 2003      | El auténtico Rodrigo Leal               | Juan Camilo | Caracol Televisión |
| 2002      | La venganza                             | Marco Tulio Valerugo                                                                                                | Telemundo          |
| 1999      | Marido y mujer                          | | Caracol Televisión |

## Cine
| Año  | Título             | Personaje |
| ---- | ------------------ | --------- |
| 2006 | La boda del Gringo | Javier    |

## Premios y nominaciones

### Premios India Catalina
| Año  | Categoría               | Telenovela o Serie | Resultado |
| ---- | ----------------------- | ------------------ | --------- |
| 2015 | Mejor Actor Protagónico | El Estilista       | Nominado  |

### Premios TVyNovelas
| Año  | Categoría                        | Telenovela o Serie | Resultado |
| ---- | -------------------------------- | ------------------ | --------- |
| 2015 | Mejor actor protagónico de serie | El Estilista       | Nominado  |